# Tanystylum cavidorsum
Tanystylum cavidorsum là một loài nhện biển trong họ Ammotheidae. Loài này thuộc chi Tanystylum. Tanystylum cavidorsum được miêu tả khoa học năm 1957 bởi Stock.